# Franz Sagmeister
Franz Sagmeister (Garmisch-Partenkirchen, 21 de octubre de 1974) es un deportista alemán que compitió en bobsleigh en la modalidad doble.
Ganó una medalla de bronce en el Campeonato Mundial de Bobsleigh de 2003, y dos medallas en el Campeonato Europeo de Bobsleigh, plata en 2005 y bronce en 2001. Participó en los Juegos Olímpicos de Salt Lake City 2002, ocupando el sexto lugar en Salt Lake City 2002 en la prueba doble.

## Palmarés internacional
| Campeonato Mundial | Campeonato Mundial           | Campeonato Mundial | Campeonato Mundial |
| Año                | Lugar                        | Medalla            | Prueba             |
| ------------------ | ---------------------------- | ------------------ | ------------------ |
| 2003               | Lake Placid (Estados Unidos) | Medalla de bronce  | Doble              |
| Campeonato Europeo |                              |                    |                    |
| Año                | Lugar                        | Medalla            | Prueba             |
| 2001               | Königssee (Alemania)         | Medalla de bronce  | Doble              |
| 2005               | Altenberg (Alemania)         | Medalla de plata   | Doble              |